# Фролов, Артём
Артём Фролов (род. 7 сентября 1991 года, Гулькевичи, Краснодарский край, Россия) — российский профессиональный боец смешанных единоборств (ММА). Выступает в организации ACA. Бывший чемпион M-1 в среднем весе (2017-2018).

## Биография
Родился в городе Гулькевичи Краснодарского края. В 10 лет отец отдал его на секцию вольной борьбы, где мальчик провёл пять лет. В этом виде спорта Артём стал победителем чемпионата края и неоднократным призёром всероссийских соревнований. Затем он перешёл в армрестлинг и гиревой спорт. Выиграл краевой чемпионат по армрестлингу. Отслужив в армии, стал заниматься смешанными единоборствами в клубе «Легион».
В 2014 году Фролов начал профессиональную карьеру бойца ММА. После двух победных поединков, получил приглашение из M-1 Global. 27 октября 2017 года на турнире M-1 Challenge 84 20 Years of MMA он завоевал пояс в среднем весе, одолев Кайо Магальяеша. На M-1 Challenge 93 защитил титул против Джо Риггса. Однако в бою с Бруну Силвой, до этого сенсационно одолевшим Александра Шлеменко, потерял пояс. На данный момент боец выступает в ACA.

## Титулы
- M-1 Global
  - Чемпион M-1 в среднем весе (один раз)
  - Одна успешная защита титула

## Статистика ММА
| Боёв 20  | Побед 16 | Поражений 4 |
| -------- | -------- | ----------- |
| Нокаутом | 9        | 1           |
| Сдачей   | 4        | 0           |
| Решением | 3        | 3           |

| Результат | Рекорд | Соперник                 | Способ                               | Турнир                                             | Дата             | Раунд | Время | Место                   | Примечание                                 |
| --------- | ------ | ------------------------ | ------------------------------------ | -------------------------------------------------- | ---------------- | ----- | ----- | ----------------------- | ------------------------------------------ |
| Поражение | 16-5   | Магомедрасул Гасанов     | Единогласное решение                 | ACA 143: Гасанов - Фролов                          | 27 августа 2022  | 5     | 5:00  | Краснодар, Россия       |                                            |
| Победа    | 16-4   | Рене Пессоа              | Техническим нокаутом (удары)         | ACA 137: Магомедов - Матевосян                     | 6 марта 2022     | 1     | 2:02  | Краснодар, Россия       |                                            |
| Поражение | 15-4   | Абдурахман Джанаев       | Раздельное решение                   | ACA 127: Керефов - Албасханов                      | 28 августа 2021  | 3     | 5:00  | Краснодар, Россия       |                                            |
| Победа    | 15-3   | Вендрес Карлос да Сильва | Нокаутом (удары)                     | ACA 119: Фролов - Карлос да Сильва                 | 12 марта 2021    | 2     | 1:50  | Краснодар, Россия       |                                            |
| Поражение | 14-3   | Магомедрасул Гасанов     | Единогласное решение                 | ACA 115                                            | 13 декабря 2020  | 3     | 5:00  | Санкт-Петербург, Россия |                                            |
| Победа    | 14-2   | Ибрагим Магомедов        | Единогласное решение                 | ACA 106                                            | 13 июля 2020     | 3     | 5:00  | Санкт-Петербург, Россия |                                            |
| Победа    | 13-2   | Бруно Сантос             | Нокаутом (Удар)                      | ACA 104                                            | 21 февраля 2020  | 2     | 2:55  | Краснодар, Россия       |                                            |
| Поражение | 12-2   | Магомед Исмаилов         | Единогласное решение                 | ACA 99                                             | 27 сентября 2019 | 3     | 5:00  | Москва, Россия          |                                            |
| Победа    | 12-1   | Йонас Билльштайн         | Нокаутом                             | Russian Cagefighting Championship RCC 6            | 4 мая 2019       | 2     | 0:17  | Челябинск, Россия       |                                            |
| Поражение | 11-1   | Бруну Силва              | Техническим нокаутом (удары)         | M-1 Challenge 98 Frolov vs. Silva                  | 2 ноября 2018    | 4     | 3:36  | Челябинск, Россия       | Потерял титул чемпиона M-1 в среднем весе  |
| Победа    | 11-0   | Джо Риггс                | Техническим нокаутом (травма колена) | M-1 Challenge 93 Shlemenko vs. Silva               | 1 июня 2018      | 2     | 0:46  | Челябинск, Россия       | Защитил титул чемпиона M-1 в среднем весе  |
| Победа    | 10-0   | Кайо Магальяеш           | Единогласное решение                 | M-1 Challenge 84 20 Years of MMA                   | 27 октября 2017  | 5     | 5:00  | Санкт-Петербург, Россия | Завоевал титул чемпиона M-1 в среднем весе |
| Победа    | 9-0    | Талех Нажав-Заде         | Техническим нокаутом                 | M-1 Challenge 77 Nemkov vs. Markes                 | 19 мая 2017      | 1     | 1:14  | Сочи, Россия            |                                            |
| Победа    | 8-0    | Луиджи Фьораванти        | Техническим нокаутом (удары)         | M-1 Challenge 72 Kunchenko vs. Abdulaev 2          | 18 ноября 2016   | 1     | 2:11  | Москва, Россия          |                                            |
| Победа    | 7-0    | Рафаэль Шавьер           | Единогласное решение                 | M-1 Challenge 70 Kunchenko vs. Ramon               | 10 сентября 2016 | 3     | 5:00  | Сыктывкар, Россия       |                                            |
| Победа    | 6-0    | Кристиан Перак           | Сабмишном (рычаг локтя)              | M-1 Challenge 65 - Emeev vs. Falcao                | 8 апреля 2016    | 1     | 4:57  | Санкт-Петербург, Россия |                                            |
| Победа    | 5-0    | Аюб Гимбатов             | Техническим нокаутом (удары)         | EFN - Fight Nights Moscow                          | 11 декабря 2015  | 2     | 4:10  | Москва, Россия          |                                            |
| Победа    | 4-0    | Инжель Еркимбек          | Сабмишном (удушение треугольником)   | M-1 Challenge 59 - Battle of Nomads 5              | 3 июля 2015      | 1     | 1:15  | Астана, Казахстан       |                                            |
| Победа    | 3-0    | Артур Одильбеков         | Сабмишном (удушение гильотиной)      | M-1 Challenge 55 - In Memory of Guram Gugenishvili | 21 февраля 2015  | 1     | 1:37  | Тбилиси, Грузия         |                                            |
| Победа    | 2-0    | Иван Привалов            | Техническим нокаутом (удары)         | ProFC 55 - Kraniotakes vs. Kudin                   | 19 октября 2014  | 2     | 0:43  | Краснодар, Россия       |                                            |
| Победа    | 1-0    | Игорь Корольков          | Сабмишном (удушение треугольником)   | LF - Legion Fight 19                               | 21 февраля 2014  | 1     | 0:50  | Краснодар, Россия       |                                            |